# Arcangelo Ianelli

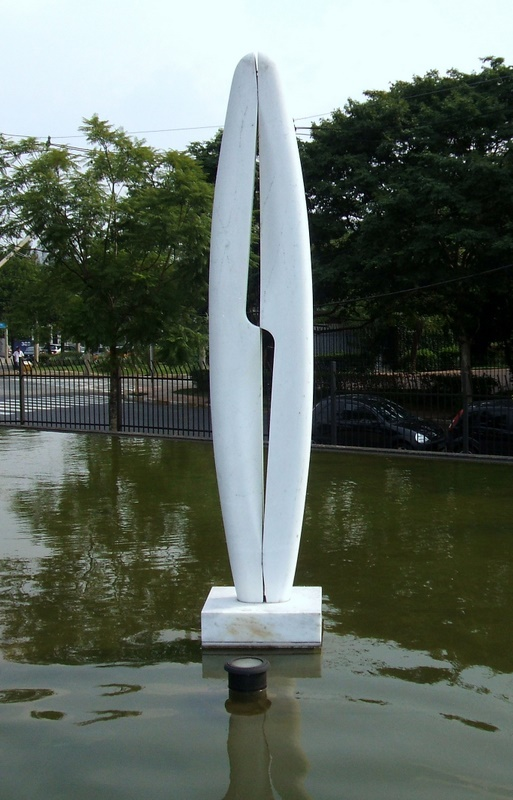
Outono Silencioso, de Arcangelo Ianelli

Arcangelo Ianelli (São Paulo, 18 de julio de 1922-ibíd., 26 de mayo de 2009) fue un pintor, escultor, ilustrador y dibujante brasileño. Su hermano, Tomás Ianelli (1932-2001), también fue pintor.
Con Alfredo Volpi y Aldir Mendes de Souza, formó un trío de pintores coloristas.
En la década de 1960, comenzó una fase de abstraccionismo informal y produjo telas cargadas de material, densas y con colores oscuros. Hacia el final de esa década, su obra fue al mismo tiempo lineal y pictórica, donde se destacó el uso del grafismo. Ya a partir de los años 1970, se acentuó su abstraccionismo geométrico, utilizando predominantemente rectángulos y cuadrados, que se presentaron como planos sobrepuestos e interpenetrados. A partir de la mitad de la década de 1970, se expresó también a través de la escultura, produciendo obras en mármol y madera, en las cuales retoma la temática que también figura en su obra pictórica. 
En 2001, se colocó en el Parque da Aclimação, en São Paulo, una de sus esculturas en mármol, denominada "Dança Branca" (Danza Blanca). En 2002, se conmemoraron sus ochenta años con una retrospectiva montada por la Pinacoteca del Estado de São Paulo.